# Le Petit JT
Le Petit JT est un journal télévisé hebdomadaire diffusé sur LCI depuis mars 2015. Il s'adresse aux enfants et adolescents de 10 à 15 ans.
Il est présenté par Benjamin Cruard et préparé avec les journalistes de Mon quotidien.
Le petit JT est en partenariat avec « Mon quotidien », l'« Ina » et « Play Bac ».
Il dure environ 15 minutes et est diffusé chaque week-end sur LCI : le samedi à 11 h 40 et 20 h 10, le dimanche à 13 h 30 et 17 h 40 et le mercredi à 15 h 30.
Benjamin Cruard commence souvent le journal par cette phrase : « Salut à tous, bienvenue dans Le petit JT : l'actualité de la semaine expliquée simplement ! ». Dans le petit JT Il y a : L'évènement de la semaine, La minute pour tout comprendre, Les dessins de Bridoulot, Le dico du Petit JT et L'image de la semaine.